# سيدريك أوراس
سيدريك أوراس (بالفرنسية: Cédric Uras)‏ (29 نوفمبر 1977 في ليون) لاعب كرة قدم فرنسي يلعب حاليا لصالح نادي الدرجة الثانية أجاكسيو الفرنسي في خط الدفاع . ساهم في تأهل نادي باستيا إلى المباراة النهائية لبطولة كأس فرنسا في موسم 2001-2002 ولكنه خسر من نادي لوريان 0-1 .

## روابط خارجية
- سيدريك أوراس على موقع قاعدة بيانات كرة القدم.إي يو (الإنجليزية)
- سيدريك أوراس على موقع Soccerbase.com (لاعب) (الإنجليزية)